# Kelešinka
Kelešinka – wieś w Chorwacji, w żupanii osijecko-barańskiej, w gminie Podgorač. W 2011 roku liczyła 57 mieszkańców.